# Пшиленк-Дужи
Пшиленк-Дужи (пол. Przyłęk Duży) — остановочный пункт железной дороги в деревне Пшиленк-Дужи в гмине Рогув, в Лодзинском воеводстве Польши. Имеет 2 платформы и 2 пути. 
Остановочный пункт на железнодорожной линии Варшава — Катовице, построен в 1960 году.